# リトルネック湾

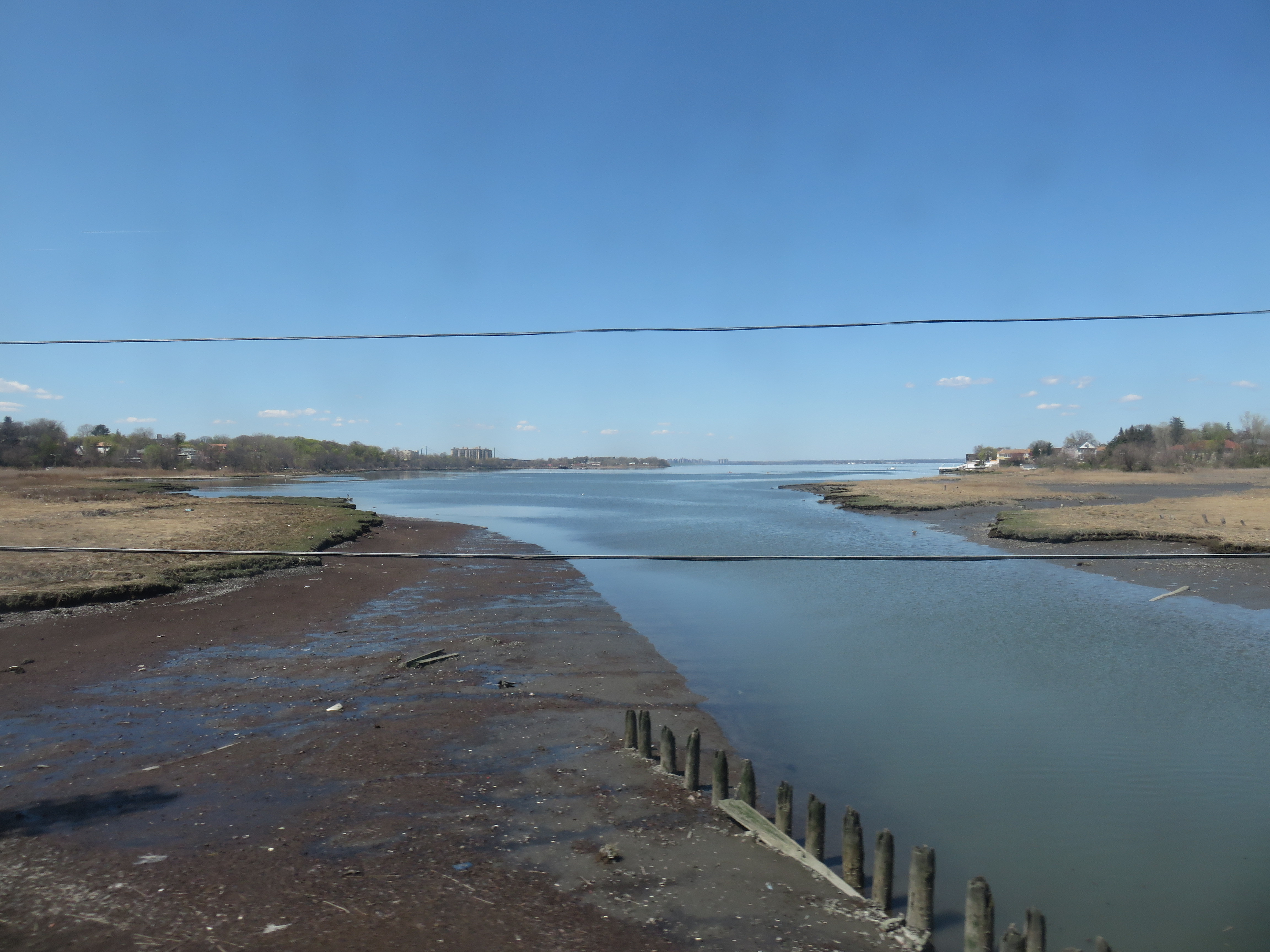
ロングアイランド鉄道の列車から見たリトルネック湾

リトルネック湾 (Little Neck Bay) は、アメリカ合衆国のニューヨーク州、ロングアイランド西部にあるロングアイランド湾に面した湾。西側にはグレートネック半島がある。湾はナッソー郡とクイーンズ区との境界部に当たる。
湾入り口の西側には、イースト川入口防衛のために作られたフォート・トッテン (Fort Totten) がある。湾口部の幅は1マイルほどで、奥行きは2マイル未満。かつては湾の西部や南部には広大な塩沼が広がっていた。浅い湾で入り口付近で水深12フィート (3.7 m)、内側はほとんどが6フィート (1.8 m) 未満である。アリー・クリーク (Alley Creek) が注ぐ。
1860から1890年代にかけてリトルネック湾産の小型のホンビノスガイはニューヨークやヨーロッパの首都の高級レストランで出され、その結果「littleneckや「littleneck clam」が産地にかかわらずホンビノスガイのサイズを表す用語として使われている。